# Siegfried Bauch
Siegfried Bauch (* 3. Oktober 1934 in Crimmitschau) war ein Wirtschaftsfunktionär in der Deutschen Demokratischen Republik (DDR). Er war von 1973 bis 1985 Generaldirektor des Textilkombinats Cottbus.

## Leben
Bauch, Sohn eines Tuchmachers, schloss 1951 eine Ausbildung zum Wollstoffmacher und Weber im VEB Crimmitschauer Volltuchfabriken als Meister ab. Bis 1954 studierte er an der Ingenieurschule für Textilindustrie in Forst und wurde Textilingenieur. Von 1954 bis 1956 war Bauch Referent in der Industriezweigleitung einer Vereinigung Volkseigener Betriebe und 1956/57 Wissenschaftlicher Assistent an der Ingenieurschule für Textilindustrie in Cottbus.
1956 trat Bauch in die Sozialistische Einheitspartei Deutschlands (SED) ein. Von 1957 bis 1959 war er Abteilungsleiter im VEB Ostdeutsche Tuchfabrik in Forst und von 1959 bis 1963 stellvertretender Vorsitzender des Rates des Kreises und Vorsitzender der Kreisplanungskommission in Forst. Von 1963 bis 1965 war Bauch Leiter der Industrieabteilung Textil–Bekleidung–Leder–Glas und von 1965 bis 1970 stellvertretender Vorsitzender des Bezirkswirtschaftsrats in Cottbus.
Von 1970 bis 1973 war Bauch Betriebsdirektor im VEB Forster Tuchfabriken, der zum Textilkombinat Cottbus gehörte. Er absolvierte ein Fernstudium an der Technischen Universität in Dresden, das er 1967 als Diplomingenieur und Ökonom abschloss. 1978 wurde Bauch zum Dr. rer. oec. promoviert. Von 1973 bis 1985 war er Generaldirektor des VEB Textilkombinat in Cottbus. 1985 ging Bauch aus gesundheitlichen Gründen in den Ruhestand.

## Ehrungen
- 1974 Banner der Arbeit